# Rebutia vasqueziana
Rebutia vasqueziana är en kaktusväxtart som först beskrevs av Walter Rausch, och fick sitt nu gällande namn av David Richard Hunt. Rebutia vasqueziana ingår i släktet Rebutia och familjen kaktusväxter. Inga underarter finns listade i Catalogue of Life.